# Coppa dei Caraibi 2014
La Coppa dei Caraibi 2014 (Digicel Caribbean Cup 2014) fu la ventiquattresima edizione della Coppa dei Caraibi (la diciottesima con la nuova denominazione), competizione calcistica per nazione organizzata dalla CFU. La competizione si svolse in Antigua e Barbuda dal 9 novembre al 18 novembre 2014 e vide la partecipazione di otto squadre: Antigua e Barbuda, Cuba, Curaçao, Giamaica, Guyana francese, Haiti, Martinica e Trinidad e Tobago. Il torneo valse anche come qualificazione per la CONCACAF Gold Cup 2015 e per la Copa América Centenario.
La CFU organizzò questa competizione come CFU Championship dal 1978 al 1988; dal 1989 al 1990 sotto il nome di Caribbean Championship; dall'edizione del 1991 a quella del 1998 cambiò nome e divenne Shell Caribbean Cup; le edizioni del 1999 e del 2001 si chiamarono Caribbean Nations Cup; mentre dal 2005 al 2014 la competizione si chiamò Digicel Caribbean Cup; nell'edizione del 2017 il suo nome è stato Scotibank Caribbean Cup.

## Formula
- Qualificazioni

Giamaica (come paese ospitante) e Cuba (come campione in carica) sono qualificati direttamente alla fase finale. Rimangono 19 squadre per 6 posti disponibili per la fase finale: Guadalupa Haiti e Trinidad e Tobago accedono direttamente alla terza fase. Le qualificazioni si dividono in tre fasi:
Prima fase - 7 squadre, divise in 2 gruppi (un gruppo da quattro squadre e un gruppo da tre squadre), le prime classificate accedono alla seconda fase.
Seconda fase - 16 squadre, divise in 4 gruppi da quattro squadre, giocano partite di sola andata, le prime due classificate e la migliore terza accedono alla terza fase.
Terza fase - 12 squadre, divise in 3 gruppi da quattro squadre, giocano partite di sola andata, le prime e le seconde classificate si qualificano alla fase finale.
- Fase finale

Fase a gruppi - 8 squadre, divise in due gruppi da quattro squadre. Giocano partite di sola andata, le prime classificate si qualificano per la finale, la vincente si laurea campione CFU. Le seconde classificate si sfidano per il terzo posto. Le quattro semifinaliste si qualificano alla fase finale della CONCACAF Gold Cup 2015 e la migliore quinta accede allo spareggio per la CONCACAF Gold Cup 2015; la vincente del torneo si qualifica anche per la Copa América Centenario e la prima, seconda e terza classificata del torneo accedono al play-off di qualificazione per la Copa América Centenario.

## Squadre partecipanti
| Pr. | Squadra           | Data di qualificazione certa | Partecipante in quanto                                           | Partecipazioni precedenti al torneo | Ultima presenza                 |
| --- | ----------------- | ---------------------------- | ---------------------------------------------------------------- | --- | ------------------------------- |
| 1   | Cuba              | 16 dicembre 2012             | Rappresentativa della nazione detentrice del titolo              | 11 (1991, 1992, 1995, 1996, 1999, 2001, 2005, 2007, 2008, 2010, 2012)                                                                   | Antigua e Barbuda 2012          |
| 2   | Giamaica          | 18 marzo 2014                | Rappresentativa della nazione organizzatrice della fase finale   | 14 (1990, 1991, 1992, 1993, 1995, 1996, 1997, 1998, 1999, 2001, 2005, 2008, 2010, 2012)                                                 | Antigua e Barbuda 2012          |
| 3   | Trinidad e Tobago | 10 ottobre 2014              | 1ª classificata nel gruppo 1 del secondo turno di qualificazione | 22 (1978, 1979, 1981, 1983, 1988, 1989, 1990, 1991, 1992, 1993, 1994, 1995, 1996, 1997, 1998, 1999, 2001, 2005, 2007, 2008, 2010, 2012) | Antigua e Barbuda 2012          |
| 4   | Haiti             | 12 ottobre 2014              | 1ª classificata nel gruppo 2 del secondo turno di qualificazione | 10 (1978, 1979, 1994, 1996, 1998, 1999, 2001, 2007, 2008, 2012)                                                                         | Antigua e Barbuda 2012          |
| 5   | Martinica         | 12 ottobre 2014              | 1ª classificata nel gruppo 3 del secondo turno di qualificazione | 15 (1983, 1985, 1988, 1990, 1991, 1992, 1993, 1994, 1996, 1997, 1998, 2001, 2007, 2010, 2012)                                           | Antigua e Barbuda 2012          |
| 6   | Antigua e Barbuda | 12 ottobre 2014              | 2ª classificata nel gruppo 1 del secondo turno di qualificazione | 10 (1978, 1983, 1988, 1992, 1995, 1997, 1998, 2008, 2010, 2012)                                                                         | Antigua e Barbuda 2012          |
| 7   | Guyana francese   | 12 ottobre 2014              | 2ª classificata nel gruppo 2 del secondo turno di qualificazione | 3 (1983, 1995, 2012) | Antigua e Barbuda 2012          |
| 8   | Curaçao           | 12 ottobre 2014              | 2ª classificata nel gruppo 3 del secondo turno di qualificazione | 2 (1989, 1998) | Giamaica-Trinidad e Tobago 1998 |

## Fase a gironi

### Gruppo A
| Arbitro: | Taylor |

|                       |           |                                 |
| Meulens 18’ Maria 48’ | Marcatori | 26’ (rig.) 38’ Jones 53’ Molino |

| Arbitro: | Aguilar |

|              |           |             |
| Martínez 57’ | Marcatori | 90+3’ Solvi |

| Arbitro: | Vazquez |

|                                                 |           |                             |
| Molino 17’, 58’ Peltier 62’ (rig.) Guerra 90+2’ | Marcatori | 64’ Saint-Clair 84’ Legrand |

| Arbitro: | Da Costa |

|                             |           |                                    |
| Rajcomar 45’ Nepomuceno 69’ | Marcatori | 15’ Corrales 51’ López 90+5’ Leiva |

| Arbitro: | Clarke |

|                                           |           |             |
| Saint-Clair 18’ Fabien 26’, 64’ Adipi 34’ | Marcatori | 84’ Meulens |

| Montego Bay 15 novembre 2014, ore 20:00 UTC-4 | Trinidad e Tobago | 0 – 0 referto | Cuba | Montego Bay Sports Complex\| Arbitro: \| Taylor \| |
| Arbitro:                                      | Taylor            |               |      |                                                    |

| Pos | Squadra           | P.ti | G | V | N | P | GF | GS | DR |
| --- | ----------------- | ---- | - | - | - | - | -- | -- | -- |
| 1   | Trinidad e Tobago | 7    | 3 | 2 | 1 | 0 | 7  | 4  | +3 |
| 2   | Cuba              | 5    | 3 | 1 | 2 | 0 | 4  | 3  | +1 |
| 3   | Guyana francese   | 4    | 3 | 1 | 1 | 1 | 7  | 6  | +1 |
| 4   | Curaçao           | 0    | 3 | 0 | 0 | 3 | 5  | 10 | -5 |

Trinidad e Tobago qualificata alla finale, Cuba qualificata alla finale per il terzo posto.

### Gruppo B
| Arbitro: | Clarke |

|                         |           |                      |
| Alcénat 23’ Belfort 36’ | Marcatori | 58’ Weston 60’ Byers |

| Arbitro: | García Orozco |

|              |           |            |
| Mattocks 13’ | Marcatori | 29’ Arquin |

| Arbitro: | Moore |

|  |           |                               |
|  | Marcatori | 52’ Guerrier 63’, 90’ Belfort |

| Arbitro: | Cerdas |

|                                      |           |  |
| Lawrence 29’ Mattocks 44’ Austin 85’ | Marcatori |  |

| Arbitro: | García Orozco |

|  |           |                     |
|  | Marcatori | 57’ Buval 90’ Goron |

| Arbitro: | Aguilar |

|  |           |                          |
|  | Marcatori | 13’ Dawkins 20’ Mattocks |

| Pos | Squadra           | P.ti | G | V | N | P | GF | GS | DR |
| --- | ----------------- | ---- | - | - | - | - | -- | -- | -- |
| 1   | Giamaica          | 7    | 3 | 2 | 1 | 0 | 6  | 1  | +5 |
| 2   | Haiti             | 4    | 3 | 1 | 1 | 1 | 5  | 4  | +1 |
| 3   | Martinica         | 4    | 3 | 1 | 1 | 1 | 3  | 4  | -1 |
| 4   | Antigua e Barbuda | 1    | 3 | 0 | 1 | 2 | 2  | 7  | -5 |

Giamaica qualificata alla finale, Haiti qualificata alla finale per il terzo posto.

### Raffronto tra le terze classificate
| Pos | Gruppo | Squadra         | P.ti | G | V | N | P | GF | GS | DR |
| --- | ------ | --------------- | ---- | - | - | - | - | -- | -- | -- |
| 1   | A      | Guyana francese | 4    | 3 | 1 | 1 | 1 | 7  | 6  | +1 |
| 2   | B      | Martinica       | 4    | 3 | 1 | 1 | 1 | 3  | 4  | -1 |

Guyana francese accede allo spareggio per la CONCACAF Gold Cup 2015.

## Finali

### Finale per il 3º posto
| Arbitro: | García Orozco |

|              |           |                         |
| Martínez 89’ | Marcatori | 56’ Jérôme 86’ Guerrier |

Haiti e Cuba qualificate per la CONCACAF Gold Cup 2015.

### Finale
| Arbitro: | Ricardo Cerdas |

|                                       |                      |                                         |
| Taylor McAnuff Phillips Seaton Austin | Tiri di rigore 4 – 3 | K. Jones Guerra Molino J. Jones Hayland |

Giamaica e Trinidad e Tobago qualificate per la CONCACAF Gold Cup 2015.